# Греков, Игорь Борисович
Игорь Борисович Греков (8 августа 1921, Симферополь — 14 октября 1993, Москва) — советский историк, доктор исторических наук, ведущий научный сотрудник Института славяноведения и балканистики АН СССР, специалист по истории международных отношений в Восточной Европе в Средние века и раннее Новое время.

## Биография
Игорь Борисович Греков родился в 1921 году в семье историка Бориса Дмитриевича Грекова. В 1941 году вместе с семьёй эвакуировался сначала в Казань, затем в Ташкент, куда были вывезены большинство историков. В 1943 году семья вернулась в Москву. В 1945 году окончил исторический факультет Московского государственного университета им. М. В. Ломоносова. Учился в аспирантуре до 1949 г. В 1950 г. защитил в 1950 в Институте славяноведения АН СССР кандидатскую диссертацию «Вечный мир 1686 г.». В 1950—1993 годах работал в Институте славяноведения младшим научным сотрудником, затем старшим и ведущим научным сотрудником.
В 1971 году в Институте истории АН СССР защитил докторскую диссертацию «Страны Восточной Европы и Золотая Орда на рубеже XIV—XV вв.».
Похоронен в Москве,на Новодевичьем кладбище участок 1, ряд 11  рядом с родителями.

## Научная деятельность
Основная сфера научных интересов — история международных отношений в Восточной Европе в Средние века и раннее Новое время, политические и культурные связи России с соседними странами — Польшей, Османской империей, Крымским ханством, вопросы источниковедения истории феодальной Руси.
В книге «Воссоединение Украины с Россией в 1654 г.» (1954), написанной в соавторстве с В. Д. Королюком и И. С. Миллером к 300-летию события, авторы в традициях историографии 1950-х годов останавливались на единстве происхождения, близости и общности исторического развития народов России и Украины, характеризуя борьбу украинского народа в конце XVI и первой половине XVII века против иноземного гнёта за воссоединение Украины с Россией, освободительную войну 1648—1654 годов и воссоединение Украины с Россией.
В монографии «Очерки по истории международных отношений Восточной Европы. XIV—XVI вв.» (1963) автор рассматривает взаимоотношения Золотой Орды и стран Восточной Европы, анализировал приёмы политики Золотой Орды в отношении наиболее крупных центров объединения в русских землях. Описывая распад Золотой Орды в первой половине XV века, исследователь останавливается на взаимодействии Орды, Литвы и Московского княжества, а также характеризует роль отдельных улусов Орды в этих отношениях. Греков изучал систему международных отношений в XV—XVI веков после распада Орды и место в этой системе Крымского ханства и Турции, московско-литовские связи, соперничество римского престола с Константинополем в Восточной Европе в обстановке начала реформаторского движения и распространения московско-новгородской ереси. Автор рассматривал римско-габсбургскую дипломатию в отношении московского государства, а также изменение международной обстановки в период правления Ивана Грозного: переход Москвы к активной внешней политике на востоке и на западе и её влияние на взаимоотношения Москвы, Рима, Вены и Константинополя и новую расстановку сил в Восточной Европе.
Работа «Восточная Европа и упадок Золотой Орды (на рубеже XIV—XV вв.)» (1975) посвящена изучению основных тенденций развития стран Восточной Европы XIII — первой половины XIV веков и становления восточноевропейской политики Орды, характеристике международных отношений в Восточной Европе в 50-х — начале 80-х годов XIV века, политической жизни Восточной Европы в 1385—1400 годах и развитию этих отношений в первой четверти XV века. Автор рассматривал идейно-политические тенденции в исторических памятниках феодальной Руси конца XIV — начала XV веков на материале анализа общерусского летописного свода 1392 года, «Списка русских городов дальних и ближних», Троицкой летописи и других источников, характеризуя новые веяния в общественно-политической мысли на рубеже XIV—XV веков в обстановке наметившейся в это время тенденции сложения многонациональных государств в Восточной Европе. Изучая противоречивые процессы сближения и сохранения национальных особенностей русского, украинского и белорусского народов, исследователь видел в складывании Российского государства сложный процесс взаимодействия центростремительных и центробежных сил.

## Основные работы

### Монографии
- Воссоединение Украины с Россией в 1654 г. М., 1954. 112 с. (соавт. В.Д Королюк, И. С. Миллер)
- Opětné sjednocení Ukrajiny s Ruskem roku 1654 [Текст] / I. Grekov, V. Koroljuk, I. Miller ; Z rus. přel. Bohumil Lehár. Praha: Státní nakl. politické literatury, 1954. 141 с.
- История Польши. М., 1954. Т. 1 (соавтор).
- Всемирная история. М., 1958. Т. 5 (соавтор).
- Очерки по истории международных отношений Восточной Европы. XIV—XVI вв. М.: Изд-во вост. лит., 1963. 374 с.
- Восточная Европа и упадок Золотой Орды (на рубеже XIV—XV вв.). М., 1975.
- Мир истории: Русские земли в XIII—XV вв. М.: Мол. гвардия, 1986. 333,[1] с. (соавт. Ф. Ф. Шахмагонов)

### Статьи
- К вопросу об авторе Пискарёвского летописца // Культурные связи народов Восточной Европы в XVI в.: Проблемы взаимоотношений Польши, России, Украины, Белоруссии и Литвы в эпоху Возрождения. М., 1976.
- К вопросу о характере политического сотрудничества Османской империи и Крымского ханства в Восточной Европе в XVI—XVII вв. // Россия, Польша и Причерноморье в XV—XVIII вв. М., 1979.
- Османская империя и страны Центральной, Восточной и Юго-Восточной Европы в XV—XVI вв.: главные тенденции политических взаимоотношений. М., 1984 (соавтор, ответственный редактор).
- Османская империя, Крым и международные отношения в Восточной Европе в первые годы Ливонской войны (1552—1572) // ССл. 1984. № 3. Мир истории: Русские земли в XIII—XV вв. М., 1986 (3-е изд.: 1996) (соавтор).
- Московский договор 1686 г. о «Вечном мире» // ССл. 1987. № 3[4].